# Beauchamps-sur-Huillard
Beauchamps-sur-Huillard település Franciaországban, Loiret megyében. Lakosainak száma 402 fő (2022. január 1.). Beauchamps-sur-Huillard Quiers-sur-Bézonde, Auvilliers-en-Gâtinais, Chailly-en-Gâtinais és Châtenoy községekkel határos.

## Népesség
A település népességének változása:
| Lakosok száma | 353  | 276  | 266  | 393  | 416  | 420  | 405  | 393  | 390  | 402  |
|               | 1968 | 1982 | 1990 | 2006 | 2013 | 2015 | 2017 | 2019 | 2020 | 2022 |